# Reboxetin

Strukturformel

Reboxetin är ett antidepressivt läkemedel som främst används för att behandla depression, paniksyndrom och i sällsynta fall ADHD. Dock finns det inga studier som stöder att Reboxetin skulle vara verksamt vid ADHD.
Patenten för substansen innehas av Pfizer som marknadsför läkemedlet, bland annat under varunamnet Edronax och framför allt i Europa. Eftersom amerikanska FDA nekade substansen tillstånd 2001, har den inte sålts i USA.
Läkemedlet verkar genom att hämma återupptaget av transmittorsubstansen noradrenalin, en så kallad noradrenalinåterupptagshämmare (NRI). Detta ger läkemedlet en delvis annorlunda effekt- och biverkningsprofil, jämfört med de populära SSRI-preparaten som verkar på serotonin. Bland annat orsakar reboxetin inte viktuppgång, trötthet och sexuell dysfunktion i samma utsträckning som SSRI kan göra.
Mycket vanliga biverkningar är muntorrhet, svettningar, förstoppning samt sömnlöshet. I ett antal fall kan någon av biverkningarna vara så svåra att behandlingen måste avslutas.

## Kontrovers kring effektivitet
En metaanalys publicerad i British Medical Journal 2010 kom fram till att reboxetin helt saknade klinisk effekt, och uppmärksammade samtidigt att Pfizer och Lundbeck hade varit mycket selektiva i att publicera data från sina patientstudier. Inga data alls hade publicerats i 74 procent av fallen; de som inte visade någon effekt eller sidoeffekter.
Avsaknaden av klinisk effekt kom oväntat, eftersom reboxetin hade visat god effekt i djurförsök, och stora förhoppningar hade fästs vid möjligheterna hos ett läkemedel som verkade via noradrenalin.